# NGC 179
NGC 179 là một thiên hà dạng hạt đậu nằm cách xa 3,3 triệu năm ánh sáng trong chòm sao Kình Ngư. Nó được phát hiện vào năm 1886 bởi Francis Preserved Leavenworth. Thiên hà này bao gồm một số ngôi sao bị mất vật chất liên sao và có thể làm phẳng nhiều hơn cho đến khi chúng biến mất. Thiên hà này được nhóm NGC phát hiện vào những năm 1890.